# Fabrisio Saïdy
Fabrisio Saïdy (ur. 15 lipca 1999 w Antsiranana) – francuski lekkoatleta, sprinter.
Urodził się na Madagaskarze, ale w wieku czterech lat przeprowadził się na Reunion.
Specjalizuje się w biegu na 400 metrów. Zdobył srebrny medal w sztafecie 4 × 400 metrów na mistrzostwach Europy juniorów w 2017 w Grosseto (sztafeta francuska biegła w składzie: Lorenzo Omari, Lidji Mbaye, Saïdy i Regis Durrheimer). Zajął 4. miejsce w tej konkurencji na mistrzostwach świata juniorów w 2018 w Tampere.
Zdobył brązowy medal w sztafecie 4 × 400 metrów (w składzie: Mame-Ibra Anne, Thomas Jordier, Nicolas Courbière i Saïdy) na halowych mistrzostwach Europy w 2019, a w biegu na 400 metrów zajął 5. miejsce. Zwyciężył w biegu na 400 metrów na młodzieżowych mistrzostwach Europy w 2019 w Gävle, a w sztafecie 4 × 400 metrów zdobył brązowy medal (w składzie: Loïc Prévot, Téo Andant, Mbaye i Saïdy).
Zwyciężył w halowych mistrzostwach Francji w biegu na 400 metrów w 2019.
Rekordy życiowe Saïdy’ego:
- bieg na 400 metrów – 45,44 (3 lipca 2022, La Chaux-de-Fonds)
- bieg na 400 metrów (hala) – 46,67 (17 lutego 2019, Miramas)